# 沃爾納特格羅夫 (阿肯色州華盛頓縣)
沃爾納特格羅夫（英語：Walnut Grove）是位於美國阿肯色州華盛頓縣的一個非建制地區。該地的面積和人口皆未知。

## 地理
沃爾納特格羅夫的座標為36°00′13″N 94°16′02″W / 36.00361°N 94.26722°W，而該地的平均海拔高度為354米（即1161英尺）。